# Richard Gadd
Richard Robert Steven Gadd (Wormit, 11 de maio de 1989) é um escritor, ator, diretor, roteirista e comediante escocês, mais conhecido por criar e protagonizar a minissérie dramática da Netflix Baby Reindeer, que é baseada em seu show individual e nas experiências de sua vida. Foi aclamada pelo público e crítica, rendendo três prêmios Emmy e um Globo de Ouro.

## Biografia
Richard Robert Steven Gadd nasceu na vila de Wormit, em Fife, Escócia e formou-se na Oxford School of Drama, concluindo o curso de um ano em 2012.

## Carreira

### Comédia
Os primeiros shows de Gadd no Festival Fringe de Edimburgo, Cheese & Crack Whores (2013), Breaking Gadd (2014) e Waiting for Gaddot (2015), estrearam no festival e passaram a ter apresentações no Soho Theatre de Londres. Waiting for Gaddot ganhou o Amused Moose Comedy Award em 2015, bem como o Scottish Comedy Award de Melhor Show Solo em 2016. Também foi indicado ao Malcolm Hardee Award por Inovação e ao Chortle Award por Inovação.
O show Fringe de Gadd em 2016, Monkey See Monkey Do, ganhou o Edinburgh Comedy Award de Melhor Show de Comédia e também foi indicado ao Total Theatre Award por Inovação. Mais tarde naquele ano, Gadd ganhou o Chortle Comedian's Comedian Award e foi indicado ao Off West End Theatre Award de Melhor Intérprete. O show teve então várias exibições com ingressos esgotados no Soho Theatre, percorreu o Reino Unido e a Europa, e teve uma exibição no Melbourne International Comedy Festival, onde foi indicado ao Barry Award de 2017. Em 2017, foi transmitido no Comedy Central como parte da série Soho Theatre Live.
O show de Gadd, Baby Reindeer, sobre seu relato de vida sendo perseguido, estreou no Festival Fringe de Edimburgo de 2019. Ganhou dois prêmios: um Scotsman Fringe Award de Belo Roteiro e um Stage Award de Atuação Excelente. O show então teve uma exibição de cinco semanas no The Bush Theatre em Londres, onde ganhou o prêmio Off West End Theatre de Melhor Design de Vídeo, além de receber uma indicação na categoria Melhor Intérprete. O show posteriormente foi transferido para o Ambassador's Theatre na avenida West End de Londres, mas foi cancelado devido a pandemia de COVID-19. Poucos meses depois, o show ganhou um Laurence Olivier Award de Excelente Apresentação em um Teatro Afiliado. Em 2024, a Netflix lançou uma minissérie de sete episódios baseado na peça. De acordo com um relatório recente do Barclays, o sucesso e a popularidade de Baby Reindeer resultaram num notável aumento anual nos gastos com assinaturas digitais.

### Atuação
Gadd também é ator, estrelando ao lado de Daniel Mays no drama da BBC Two indicado ao BAFTA de 2017, Against the Law. Outras produções incluem Clique da BBC Three, One Normal Night da Sky Arts, Code 404 da Sky One e Tripped da E4.

### Roteirista
Como roteirista, Gadd trabalhou para Sex Education da Netflix e escreveu episódios de Ultimate Worrier para o canal Dave e The Last Leg para o Channel 4, onde também foi correspondente. Ele também teve vários projetos exibidos na BBC Radio 4 e na BBC Radio Scotland.

## Vida pessoal
Gadd se identifica como bissexual. Ele é embaixador da We Are Survivors, uma instituição de caridade do Reino Unido dedicada a ajudar homens sobreviventes de abuso sexual. Gadd também é sobrevivente de abuso sexual cometido por um homem mais velho e manipulador que conheceu no início de sua carreira. Gadd afirma que, de 2015 a 2017, foi perseguido, assediado e agredido sexualmente por uma mulher também mais velha. Gadd é um apoiador de longa data do time Dundee United.